# نیکی هاونار
نیکی هاونار (انگلیسی: Nikki Havenaar؛ زادهٔ ۱۶ فوریهٔ ۱۹۹۵) بازیکن فوتبال اهل ژاپن است.
از باشگاه‌هایی که در آن بازی کرده‌است می‌توان به باشگاه فوتبال ناگویا گرامپوس اشاره کرد.